# Северномакедонски албанци
Албанците (на албански: Shqiptarët e Maqedonisë) са най-голямото малцинство в Северна Македония. Общият им брой е 509 083 души, което представлява 25% от населението на страната. Северномакедонските албанци към 2002 година населяват главно Северозападна Македония – района на градовете Тетово (70% от цялото население), Гостивар (56%), Дебър (58%), Струга (56%) и Кичево (31%).

## История

### В Османската империя
Към средата на XVIII век започва по-масово преселение на албанци в района на Македония. Според османски опис на населението от 1430 – 1431 г. в Македония не са отбелязани албанци. От средата на XV век започва процес на ислямизация на албанците, които започват постепенно да навлизат на територията на географската област като войници и наемници на султана. В османски опис на населението от 1452 – 1453 се отбелязва наличието на 32 албански семейства, като 31 от тях са във вилает Калканделен (Тетовски вилает) и 1 католическо семейство в Скопие.
Според османско преброяване през 1467 – 1468 година има само 84 албански домакинства на територията на цяла Македония в следните вилаети:
- Попис 1467 – 1468 година:
  - Вилает Калканделен (Полог) 20 домакинства
  - Вилает Ускуп (Скопие) 2 домакинства
  - Вилает Пирлепе (Прилеп) 10 домакинства
  - Вилает Киприули (Велес) 3 домакинства
  - Нахия Кърчово (Кичево) 7 домакинства
  - Нахия Мариово 1 домакинство
  - Нахия Манастир (Битоля) 41 домакинства

Пътешественикът Филип Канайе описва превземането на Качаник през 1572 г. от „албански групи на убийци и разбойници“. През 1595 г. за първи път се отбелязва, че албанска банда плячкосва няколко положки села и ранява, и убива много селяни.
Първото заселване на село в Македония датира от 1597 г. в областта Дебър. Според османски документ от 1597 г. 10 000 албански разбойници от Северна Албания ограбват и изгарят 27 села в Западна Македония, а в шест от тях в Дебърска област се заселват.

#### Албанско заселване в Скопска област
През 1595 г. за първи път се отбелязва и присъствието на „арнаутски разбойнически групи“ в скопската област, но без заселване. В края на XVII век постепенно албанците започват да населяват планинските села в Скопска Черна гора. Заселването на Скопска Черна гора започва първо от по-високите села към по-ниските. Така например село Брест до 19 в. няма албанци, а в село Люботен се заселват в края на XVIII век.
Според немския албанист Йохан Георг фон Хан, който посещава през втората половина на XIX век албанските села в Скопска Черна гора, където събира местни сведения, албанците са се преселили тук след австрийските войни в края на XVII век. До XX век албанците населяват 21 села в района на Китка и Църн връх. Те идват от Косово през 18 и XIX век, а според жителите на Алдинци техните предци идват от Гниляне. В Скопското поле албанците се спускат през XIX век по време на управлението на албанеца Хамзи паша, който поетапно населява областта с албанци от Северна Албания.

#### Албанско заселване в Полог
Началото на албанското заселване в Полог започва от средата на XVIII век. Все пак до първата половина на XIX век албанците са съвсем малко в Полог, но тогава турският посланик от албански произход Абдураман паша започва насилствено и масово да населва областта с албанци от Северна Албания. Голяма част от старото българско население е насилствено албанизирано, цели родове, както и много жени и девойки под натиска на тетовските албански паши. Албанците от село Теарце са заселени от тетовските паши от Мат, Долен Дебър и Призренско; албанците от Доброще идват от Дебър и Люма. В село Длъбочица, село Стража и село Култино албанците идват от Дукачин Люма. В последното село, Абдураман паша в началото на XIX век изгонва българите и заселва албанци.
В областта Жеден от началото на XIX век живеят българи, но след това започват да се заселват албанци от Реч и Долни Дебър. Заради честите албански нападения българите от Полог масово бягат и изоставят селата си. Васил Кънчов в последното десетилетие на XIX век посещава Македония и описва, че в село Горно Фалище до 1860 г. има 30 български семейства, а през 1890 г. е опустяло. Същото се случва и със селата Палатица, Корито, Форино и Чайле, които са останали опустошени и празни. Според македонския етнограф Трифуноски селата Катране и Еребино споделят същата съдба на опустошение. На мястото на опустошените къщи се заселват албанци.
В село Лопушник в края на XVIII век се заселват трима албанци и със „зулум“ купуват земята от селяните, плащайки им само 60 гроша и така постепенно албанците заселват селото. Българите от село Железна река попадат под ударите на качачките банди в началото на XIX век, а населението било убивано за дребни неща. В село Симница първоначално се заселват три албански семейства от Мат и с помощта на други заселници от Албания нападат Симница и Симнишкия манастир. Всички калугери без един били убити, игуменът на манастира е запален, а манастирът – разтурен. През 1936 г. манастирът е възстановен, но балистите повторно го разрушават през 1943 г. В село Джепчище както и всички положки села преди 200 г. са били чисто български и имало манастир „Св. Богодорица“. Когато всичките селяни са се събрали на богослужение в манастира мюсюлмански албанци го подпалват заедно с тях.

#### Албанизация на Кичевска област
Заяс, село с преобладаващо албанско население днес, до 1740 г. е било чисто българско православно село. Според етнографа Томо Смилянич населението на Заяс знае своите мюсюлмански предци до 7 коляно, а от тези имена продължават имената на техните православни предци. Православните саринци били „Шопки“ една част се поалбанчили и ислямизирали, а други напуснали.
Село Цървивци е ислямизирано около 1760 г. Албанците нападнали селото на Великден и убили много хора, поробили жени и се заселили като в своя къща. Село Бериково е ислямизирано около 1785 г., когато албанците ислямизират жените и децата от селото, докато мъжете им са на гурбет.
Част от старото българско население от село Колари бяга в Австро-Унгария в края на XVIII век, а тези, които остават са албанизирани. Албанците от село Ягол се преселват от село Блаце в Албания около 1830 г. По това време се албанизира и село Туин. В селата Поповяни, Другово и Белица първите албанци се заселват от Дебър през 1840 г.

#### Албанизация на Стружко-Дебърския край
Въпреки че заселването на албанците в Дебърския край започва през XVII век, до XIX век мнозинството в Голо Бърдо и Дебърскопо поле е българско от християни и мюсюлмани. През XIX век започва албанизация на мюсюлманите и заселване на албанци от Северна Албания. По този въпрос пише Васил Кънчов в своята „Македония. Етнография и статистика“.
| „ | Жителитѣ на селата Острени, Търново, Кленье, Летенъ, Джепища, Ѫрбеле, Обоки, Макелари и др. прѣдпочитатъ да се казватъ арнаути и да говорятъ арнаутски. Торбешитѣ отъ с. Рàица, най-южно отъ подримскитѣ потурчени села, говорятъ повечето арнаутски и се броятъ вече като арнаути. Отъ друга страна християнското българско население се изселва много бързо отъ мѣстноститѣ Голо Бърдо, Пòле и Жупа. Отъ Голо Бърдо бѣгатъ главно въ гр. Дебъръ и въ Солунъ. Селата Вичища, Голейща и Писанки сѫ били въ началото на XIX. вѣкъ български, прѣди 30 години били наполовинъ български, а сега сѫ заселени отъ арнаути. Само въ Писанки сѫ останали още 3 български кѫщи. Арнаутитѣ идатъ отъ Горица и отъ други по-сѣверни мѣста. Още по-силенъ е напрѣдъкътъ на арнаутитѣ въ Пóле. Българитѣ сѫ изчезнали прѣзъ XIX. вѣкъ отъ сѣвернитѣ села, а днесь бѣгатъ отъ всички други поради страшнитѣ опустошения, на които сѫ изложени. Село Граждани е било до скоро българско. Арнаути дошли малко прѣди 50 год. и сега тѣ сѫ болшинство. Има още 8 български кѫщи, които скоро ще бѣгатъ. Въ Жупа, ако и да има сега само едно село арнаутско, българското население постояно напуща тоя край, защото е притѣснено отъ турцитѣ и торбешитѣ. Отъ Горно и Долно Елевци 25 кѫщи сѫ прѣселени въ Скопие, други въ Битоля и въ скоро врѣме българското население ще изчезне. Българи е имало до прѣди 30 – 35 год. и въ арнаутското село Баланци и въ турското Коджоджикъ, но сѫ всички избѣгали. Тоя край е опустошенъ жестоко отъ арнаутскитѣ пълчища на Али Паша, които съсипали Божи Градъ въ долината на р. Дримъ къмъ края на ХVIII. в. Наблизо до Елевци е имало голѣмо българско село Бѣжаново, унищожено въ началото на XIX. в. Само въ Мала Рѣка арнаутитѣ още не сѫ проникнали и то благодарение на торбешитѣ отъ една страна и на обстоятелството, че тамошнитѣ български села сѫ голѣми отъ друга страна. | “ |

### Албанизация на ромите
В средата на XX век започва насилствено албанизиране на македонските роми с цел да се покаже по-голямо наличие на същите. Днес тези албанизирани роми живеят най-вече в скопските села и са известни под името Малуци (на албански: Magjupёt) или Магюпи. В югославско преброяване на населението от 1981 г. присъстват 43 223 роми, а 10 години преди това от 1971 г. са записани 18 718 роми. Заедно с това се увеличава и прираста на албанците от преброяването през 1981 г.

### В Югославия
Според официални югославски преброявания през 1953 г. албанците са 19% от населението на Социалистическа република Македония. През 1961 г. този процент спада на 13. През 1971 г. албанците са 17% от цялото население. През 1981 г. са 19,7% и 21% през 1992 г. При последното преброяване от 2002 г. албанското население е 18,9% от общото население.
Брой на албанците в Македония по години

## Демографска ситуация
Според преброяването от 2002 година в 16 общини на Република Македония, албанците са мнозинство. Общините са следните:
| Брой | Община      | Брой на албанците | Общо население |
| 1    | Арачиново   | 10 879            | 11 587         |
| 2    | Боговине    | 27 614            | 28 997         |
| 3    | Бървеница   | 9770              | 15 855         |
| 4    | Врабчище    | 21 101            | 25 399         |
| 5    | Гостивар    | 54 038            | 81 042         |
| 6    | Дебър       | 11 348            | 18 542         |
| 7    | Желино      | 24 195            | 24 390         |
| 8    | Заяс        | 11 308            | 11 605         |
| 9    | Липково     | 26 360            | 27 058         |
| 10   | Осломей     | 10 252            | 10 420         |
| 11   | Сарай       | 32 408            | 35 408         |
| 12   | Струга      | 36 029            | 63 376         |
| 13   | Студеничани | 11 793            | 17 246         |
| 14   | Теарце      | 18 950            | 22 454         |
| 15   | Тетово      | 60 886            | 86 580         |
| 16   | Чаир        | 36 921            | 64 773         |

## Конфликтът в Република Македония през 2001 г.
През 1999 г. в Косово избухват размирици между албанци и сърби. По това време има и избори за президент на Македония, което изостря отношенията между албанското население на страната и македонците. Напрежението се засилва след като 250 000 албанци идват като бежанци от войната в Косово.
Конфликтът започва неофициално в края на януари 2001 г. в пограничното село Танушевци. На 16 февруари 2001 г. в селото е пленен екип на телевизия А1 и след като са им отнети камерите са пуснати на свобода. След двуседмични престрелки бойното поле се прехвърля към Тетово. Там в местността Кале на 14 март започват атаки срещу полицията. На 23 март полицията на свой ред напада позициите на армията за национално освобождение.
На 28 април 2001 г. между селата Селце и Вейце са нападнати 16 човек от силите за сигурност на Македония, от които са убити 8, а 6 ранени. На 4 май, 4000 албански партизани навлизат в Македония от Косово и превземат части от Северна Македония в околността на Куманово. На 9 юни македонската армия провежда операции в селата Матейче и Слупчане.
Впоследствие под международен натиск Република Македония прекратява офанзивата и сключва Охридското споразумение според което се осигурява промяна на официалните езици в страната като всеки език говорен от над 20% от населението става официален с македонския език. Само албанците с приблизително 25% от населението изпълняват този критерии.

## Положението на албанците днес

### Език и образование
Албанският език присъства на всички нива на образование – основно, средно и висше образование. Броят на училищата и броят на учениците, учещи албански език, расте. През учебната 1950/51 26 702 ученици учат албански език, през 1990/91 – 72 121, а през 2005/06 година 80 247 ученици. През 2005 г. в Република Македония има 286 основни, 28 средни училища, едно средно ислямско училище, Факултет по ислямски теолошки науки в Кондово, Албанска секция на Педагогическия факултет на Скопския университет, Тетовски държавен университет и Университет на Югоизточна Европа.

### Култура
Албанският език присъства и в държавните медии (радио и телевизия), държавния канал МТВ 2 и частните Алсат М, Ера, Тоска, Арт канал, Коха всекидневно излъчват емисии на албански език. В Социалистическа република Македония на албански език излизат вестници „Флака е влазеримит“, списания за възрастни „Йехона“, списания за деца „Гезими“ и „Фатоси“ и други. Също така в Македония излизат три вестника на албански език „Коха“, „Лайм“ и „Факти“, списание „Йехона е ре“, списание за деца „Илбери“. Издава се и литература на албански език. Албанците имат и свои културни дружества като „Емин Дураку“ и „Ибе Паликукя“ в Скопие, „Джеладин Зекири“ в Тетово, „Беса“ в Гостивар, „Миджени“ в Струга и други. В Скопие и Тетово има албански театър, а албанците имат свои национален празник 28 ноември, който е ден на албанското знаме.

### Политика
В политиката има няколко албански партии – Партия за демократичен просперитет (ПДП), Демократическа партия на албанците (ДПА), Демократичен съюз за интеграция (ДСИ), Нова Демокрация и други.

## Личности
Сред македонските албанци има множество личности, оказали влияние върху историята на Османската империя, Република Северна Македония, България и други. Сред по-известните от тях са деецът на ВМОРО Никола Христов – Неговански и революционерът Георги Неговански, просветните дейци Герг и Параскеви Кирязи, министрите от Социалистическа Република Македония Джафер Кодра, Азем Зулфикари, Тахир Кадриу, Мети Кърлиу и други, народният герой от Македония Ибе Паликукя, министрите от Република Македония Фатмир Бесими, Имер Селмани, Аслан Селмани, Вальон Сарачини, монахинята Майка Тереза и други.